# Faut s'faire la malle
Pour plus de détails, voir Fiche technique et Distribution.
Faut s'faire la malle (Stir Crazy) est une comédie réalisée par Sidney Poitier en 1980.

## Synopsis
À New York, deux amis, Skip Donahue et Harry Monroe, viennent tous deux de se faire virer de leur travail. Ils décident alors de partir pour l'ouest, en Californie, où ils espèrent avoir une vie meilleure. Ils trouvent alors un petit travail dans une banque. Mais ils ne sont pas au bout de leurs surprises, lorsque la police arrive pour les arrêter, les accusant du braquage de la banque. Eux qui croyaient trouver le soleil en Californie, se retrouvent avec un long, long, séjour de 125 ans en prison…

## Fiche technique
- Titre original : Stir Crazy
- Titre français : Faut s'faire la malle
- Réalisation : Sidney Poitier
- Directeur de la production : Mickey McCardle
- Producteur associé : Francois deMenil
- 1er assistant directeur : Daniel J. McCauley
- 2d assistant directeur : Joseph Moore et Don Wilkerson
- Son : Glen Anderson
- Musique : Tom Scott
- Rédacteur en chef adjoint : Thomas G. Jingles
- Cadreurs : Joe Marquette JR, Dennis Smith
- 1er assistant cadreur : Dustin Blauvelt
- 2d assistant cadreur : Keith Lundy
- Music editor : Clif Kohlweck
- Effets sonores : Jeff Bushelman, Pat Somerset
- Décorateur : Arthur Jeph Parker
- Accessoiriste : Donald Nunley
- Habilleur : David Rawley
- Habilleuse : Marie V. Brown
- Maquilleur : Richard Cobos
- Coiffeuse : Lola Kemp
- Effets spéciaux : Larry Fuentes
- Éclairagiste : Richard Martens
- Chef machiniste : Robert Moore
- Coordinateurs construction : Harold Broner, Santos Raspa
- Transporteur : James Langhorne
- Costumière : Patricia Edwards
- Assistant scénariste : Ray Quiroz
- Responsable production : Claire Mactague
- Comptable : Harold Hourihan
- Responsable cascades : Mickey Gilbert
- Régisseur d'extérieurs : Ron Carr
- Chorégraphe : Scott Salmon
- Opérateur : Sidney Baldwin
- Relations presse : Herbert Honis
- Palefrenier en chef : James Medearis
- Conseillère : Patricia J. O'Donohue
- Genre : Comédie
- Durée : 111 minutes
- Sortie : 	12 décembre 1980

## Distribution
- Gene Wilder (VF : Gérard Hernandez) : Skip Donahue
- Richard Pryor (VF : Sady Rebbot) : Harry Monroe
- Barry Corbin (VF : Pierre Garin)  : Le directeur Walter Beatty
- Craig T. Nelson (VF : Jacques Richard) : Le gardien Ward Wilson
- Georg Stanford Brown (VF : Patrick Poivey) : Rory Schullebrand
- JoBeth Williams : Meredith
- Joel Brooks (VF : Jean-Pierre Moulin) : Len Garber
- Erland van Lidth de Jeude : Grossberger
- Jonathan Banks (VF : Patrick Floersheim) : Jack Graham
- Miguelangel Suarez : Jesus Ramirez
- Charles Weldon (VF : Marc de Georgi) : Poignard
- Nicolas Coster (VF : Roger Rudel) : Le directeur Henry Sampson
- Lee Purcell : Susan
- Karmin Murcelo : Teresa Ramirez
- Estelle Omens : Mme R.H. Broache
- Henry Kingi : Ramon
- Joseph Massengale : Caesar Geronimo
- Herman Poppe : Alex
- Luis Avalos : Chico
- Esther Sutherland (VF : Tamila Mesbah) : Sissie
- Pamela Poitier (VF : Maïk Darah) : L'aide cuisinière
- Claudia Cron : Joy
- Bill Bailey : L'annonceur rodéo
- Danna Hansen : Mme Sampson
- Gwen Van Dam : Mme Beatty

## Autour du Film
- La chanson Crazy est interprétée par Gene Wilder.

- Eat your heart out est interprétée par Leata Galloqay.

- Love est interprétée par Randy Goodrum.

- The love of a cowboy est interprétée par Mary Gregoriy.

- Watch her dance est interprétée par Leroy Gomez.

- Nothing's gonna stop us now est interprétée par Kiki Dee

- Le film a été adapté en série télévisée, du même titre, découverte à la fin des années 1980 dans La Une est à vous sur TF1[1].

- Le film est évoqué dans Empire of Light ((2022) réalisé par Sam Mendes.